# Groezrock
Groezrock är en musikfestival i Meerhout i den belgiska provinsen Antwerpen. Sedan starten 1992 är den ett återkommande evenemang med numera över 30 000 besökare varje år.